# Hibbertia extrorsa
Hibbertia extrorsa är en tvåhjärtbladig växtart som beskrevs av Toelken. Hibbertia extrorsa ingår i släktet Hibbertia och familjen Dilleniaceae. Inga underarter finns listade i Catalogue of Life.